# Blakesley
Blakesley är en ort och civil parish i Storbritannien.   Den ligger i grevskapet Northamptonshire i riksdelen England, i den södra delen av landet, 100 km nordväst om huvudstaden London. Blakesley ligger 129 meter över havet och antalet invånare är 492.
Terrängen runt Blakesley är platt. Runt Blakesley är det ganska tätbefolkat, med 160 invånare per kvadratkilometer. Närmaste större samhälle är Northampton, 18,1 km nordost om Blakesley. Trakten runt Blakesley består till största delen av jordbruksmark.